# Justaucorps
 (avril 2017).
Si vous disposez d'ouvrages ou d'articles de référence ou si vous connaissez des sites web de qualité traitant du thème abordé ici, merci de compléter l'article en donnant les références utiles à sa vérifiabilité et en les liant à la section « Notes et références ».
Pour les articles homonymes, voir Juste-au-Corps.

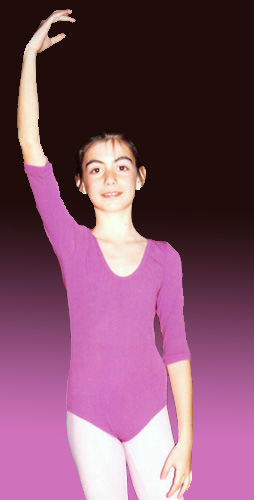
Jeune danseuse en justaucorps.

Un justaucorps, ou léotard, est un maillot moulant pour la danse ou la gymnastique permettant de s'assurer que les mouvements sont correctement réalisés (port de bras, placement du dos), qui peut être de différentes couleurs et qui permet à la personne qui le porte d'effectuer des mouvements précis et gracieux. Ce vêtement a été inventé par le trapéziste Jules Léotard, au milieu du XIXe siècle.
Le justaucorps désignait auparavant un manteau d'homme, qui descendait au niveau des genoux, porté aux XVIIe et XVIIIe siècles.

## Histoire
Ce maillot est créé par Jules Léotard, trapéziste français né en 1838 et mort en 1870, pour les besoins de ses spectacles. Il appelait son habit « maillot » et c'est seulement après sa mort que le maillot prend le nom de son inventeur.

## Usage en danse
Souvent, la couleur du justaucorps est édictée par le professeur de danse, soit de façon uniforme pour tous les élèves de la même école, soit par niveau. Il existe des justaucorps de toutes formes.
Il ne faut pas confondre le justaucorps avec la pièce de lingerie qu'est le body, ou avec l'académique, souvent porté pour la danse contemporaine, sorte de justaucorps allant jusqu'aux pieds avec une échancrure moins importante dans le dos pour le travail au sol.
En danse classique, la forme est plus proche du maillot de bain car il est porté, en général, avec un collant par-dessous.
Le justaucorps peut se porter avec un cache-cœur, sorte de gilet, pour éviter au danseur de se refroidir.
Lorsque le justaucorps comporte une jupette, il s'agit d'une tunique. Lorsqu'un volant ou un voile long y est attaché, il s'agit d'un tutu.
Autrefois réalisés en coton, la plupart des justaucorps actuels sont réalisés en élasthanne, matière permettant une meilleure aisance de mouvement nécessaire à la pratique de la danse.

## Usage en gymnastique artistique

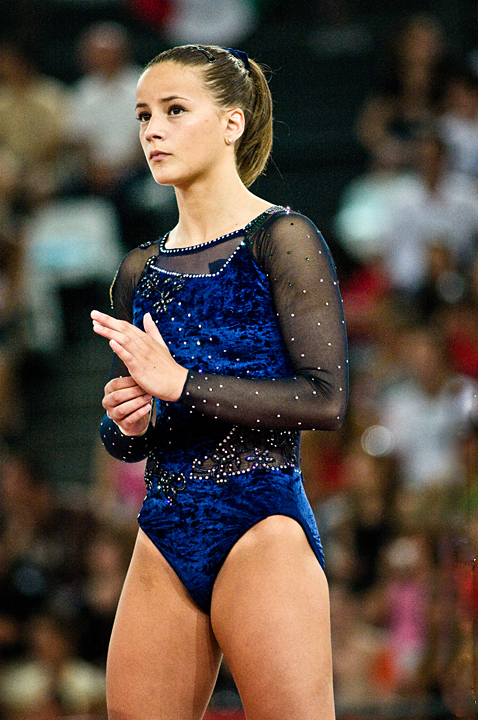
Justaucorps en gymnastique artistique féminine.

Coupe d'un léotard.

Si le justaucorps est de rigueur en gymnastique, c'est tout d'abord parce qu'il est le plus adapté aux performances des gymnastes. Il permet de se déplacer librement, avec aisance, sans avoir peur des éventuels accrochages aux agrès. Les justaucorps sont conçus pour imiter la sensation d'une seconde peau, de façon que le gymnaste se sente bien avec son corps et ses mouvements, sans être gêné ou déconcentré par un vêtement trop ample, des coutures désagréables, qui pourrait nuire à la sécurité du gymnaste. De plus, le justaucorps permet au gymnaste d'être plus aérodynamique. En outre, le vêtement permet aux juges de bien distinguer les placements des différentes parties du corps, attester la bonne exécution d'un mouvement, ou pénaliser les fautes de positionnements.
Les premiers justaucorps étaient conçus à partir de coton et de nylon. Aujourd'hui, les matériaux les plus légers et les plus élastiques sont favorisés pour ne pas restreindre les mouvements des gymnastes. Les justaucorps actuels sont fabriqués à partir de lycra ou de spandex.

### Chez les femmes
L'usage des justaucorps en gymnastique artistique féminine date des années 1950. Au XIXe siècle, les gymnastes portaient des jupes longues, remplacées par des jupes-culottes à la fin du siècle, et ce jusqu'au début du XXe siècle. Dans les années 1920, les gymnastes portent des jupettes, jusqu'à l'arrivée des shorts, dans les années 1930. Au fil du temps, les textiles employés deviennent plus techniques et les coupes évoluent pour en tenir compte, mettre en valeur certaines qualités physiques et prendre en compte les musculatures des athlètes. L’échancrure au niveau de la hanche donne par exemple l’impression que les jambes des gymnastes sont plus longues.
Les justaucorps sont dessinés avant tout pour aller de pair avec les mouvements des gymnastes. Cependant, l'esthétique est aussi important en termes de présentation générale. Les justaucorps des femmes sont généralement beaucoup plus décoratifs que ceux portés par les hommes. Ils peuvent être très colorés et comporter paillettes, arabesques, motifs et autres ornements. La fermeture dans le dos peut aussi différer selon les modèles. Ils peuvent être avec ou sans manches, bien que la plupart des gymnastes préfèrent les manches longues, car elles permettent de garder les muscles des bras chauds et détendus entre les passages aux agrès. L'apparence confiée au justaucorps permet de donner une touche personnelle à l'exercice, surtout dans les routines les plus expressives et artistiques.

### Chez les hommes
On parlera plutôt de léotard que de justaucorps chez les hommes. De forme simple et sobre, ils sont découpés comme un marcel au niveau de la poitrine et du buste, et comme un slip au niveau de l'aine et des fesses. En compétition, les gymnastes portent un short par-dessus leur léotard pour le saut et l'exercice au sol, et un sokol pour la barre fixe, les barres parallèles, les anneaux et le cheval d'arçons.

## Usage en gymnastique rythmique

### Historique

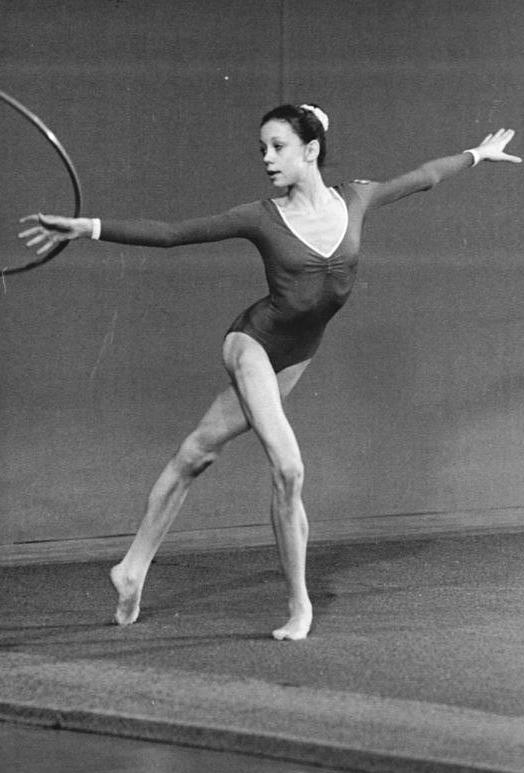
Justaucorps au début des années 1980.

Dans les années 1920, les gymnastes portaient des jupes (plus longues que celles d'aujourd'hui), qui cédèrent leur place aux shorts dans les années 1930. Ce n'est que depuis les années 1950 que les gymnastes portent des justaucorps.
C'est depuis 1992 que la tenue de la gymnaste est vraiment réglementée. Le port d'un justaucorps indécent peut être sanctionné. Les justaucorps sont d'une ou deux couleurs seulement.
En 1993, les justaucorps longs entiers sont autorisés, la première à en porter un lors d'une compétition mondiale est Ekaterina Serebrianskaya.
Dès 1997 les gymnastes peuvent porter des justaucorps dorés ou argentés. Les tenues deviennent plus transparentes et plus colorées, elles ressemblent de plus en plus à celles du patinage artistique, et se différencient alors de ceux de la gymnastique artistique, auxquelles elles étaient auparavant presque semblables.
Depuis 2001, la jupette est autorisée (à la demande d'Irina Viner). Ce sont les gymnastes russes Alina Kabaeva et Irina Tchachina qui en sont les pionnières. De nos jours, pratiquement toutes les gymnastes en portent, combinés ou non avec des collants. Au fil du temps, les justaucorps des gymnastes rythmiques autrefois très sobres comme ceux des gymnastes artistiques, sont devenus de véritables œuvres d'art. Couleurs flamboyantes, motifs extravagants, garnis de paillettes, ils font dorénavant partie intégrante de la compétition.
Aujourd'hui, ces justaucorps sont très chers, c'est pourquoi les gymnastes doivent sans cesse revendre leurs anciennes tenues pour pouvoir en acheter de nouvelles. Il est très fréquent de voir le même justaucorps porté par des gymnastes différentes, au sein d'une même équipe, et même entre différents pays. Les justaucorps des gymnastes les plus célèbres sont dessinés par des designers professionnels et sont sans cesse copiés.

### Extrait du code de pointage
« 

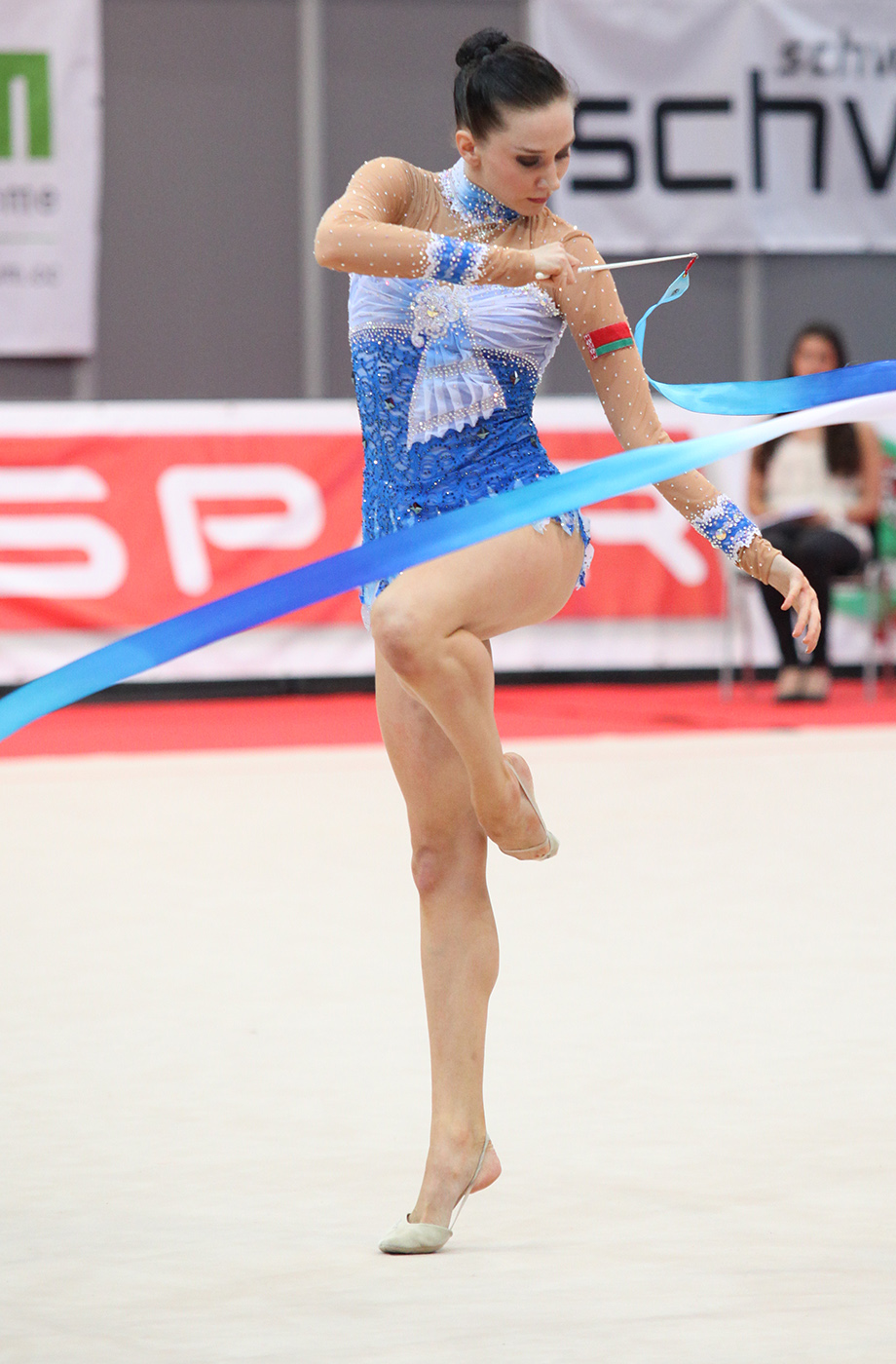
Justaucorps en 2012.

Justaucorps correct et non transparent : les justaucorps comportant une partie en dentelle doivent être doublés (zone du tronc, jusqu’à la poitrine). Le décolleté sur le devant et le dos du justaucorps doit être correct (pas plus de la moitié du sternum, pas plus que le bas des omoplates).
Justaucorps avec ou sans manches : les justaucorps de danse à fines bretelles ne sont pas autorisés.
L’échancrure du justaucorps au haut des jambes ne doit pas dépasser le pli de l’aine (maximum).
Le justaucorps doit bien mouler le corps pour donner la possibilité aux juges d’évaluer la position correcte de toutes les différentes parties du corps.
Il est permis de porter :
- Un collant long, jusqu’aux chevilles, sur ou sous le justaucorps;
- Un justaucorps long entier, à condition qu’il adhère au corps et aux jambes;
- La longueur et la/les couleur(s) du tissu qui recouvre les jambes doivent être identiques pour les deux jambes (l’effet «arlequin» est interdit). Seul le dessin (la coupe ou l’ornementation) peut être différent;
- Une jupe qui ne tombe pas plus bas que le bassin sur le justaucorps;
- Une jupe qui ne tombe pas plus bas que le bassin sur le collant ou le justaucorps long entier;
- Le dessin (coupe et ornement) de la jupe est libre, mais la jupe doit toujours pouvoir retomber sur les hanches de la gymnaste (l’effet « tutu de ballet » est interdit).

Pour les gymnastes de groupe les justaucorps des gymnastes d’ensemble doivent être identiques dans la forme et la couleur.
 »
— FIG, Code de Pointage de gymnastique rythmique 2008 - 2012.